# Vysoká Pec (kraj ustecki)
Vysoká Pec – miejscowość i gmina (obec) w Czechach, w kraju usteckim, w powiecie Chomutov. W 2022 roku liczyła 1120 mieszkańców.